# Bashi
Il bashi o bashi ball è uno sport di squadra praticato da donne nelle Maldive. Si pratica con racchetta e palla da tennis.

## Regolamento
Questo sport fu inventato e diffuso dal 1950 in poi dal primo presidente della repubblica maldiviana Amin Didi. Il campo di gioco ha forma rettangolare con al centro una rete, simile a quella da tennis, che separa le due zone dove stanno le squadre antagoniste. Ogni squadra è composta da un numero variabile tra 7 e 11 atlete. Due battitrici di ogni squadra dispongono di una serie di 12 battute che si devono effettuare con la schiena rivolta alla rete divisoria: se la palla tocca il suolo delle avversarie per 12 volte consecutive, si ottiene il diritto di battere poi frontalmente alla rete; le atlete avverse alle due battitrici devono prendere la palla a volo prima che tocchi il suolo, usando solo le mani, per ottenere il diritto di battuta.